# La Garganta (Rupit i Pruit)
La Garganta és una masia de Rupit i Pruit (Osona) inclosa a l'Inventari del Patrimoni Arquitectònic de Catalunya.

## Descripció
Masia de planta rectangular, coberta a dues vessants i amb el carener perpendicular a la façana, orientada a migdia. Consta de planta baixa i dos pisos. La façana presenta un portal adovellat amb un finestral al damunt i quatre finestrals laterals amb els ampits motllurats i espitlleres a sota. Al segon pis hi ha una obertura d'arc còncau. A ponent, les obertures són petites. A la part Nord s'hi adossa un cos cobert a una vessant i el ràfec arriba fins a la façana. El portal és d'arc rebaixat a la planta i rectangular al primer pis, on hi ha també algunes espitlleres. A llevant també n'hi ha.
És construïda amb pedra sense polir de color grogós i les obertures són de pedra picada.
La masoveria és de planta rectangular, coberta a dues vessants i amb el carener paral·lel a la façana la qual és orientada a llevant. Consta de planta baixa i primer pis. El portal és de forma rectangular i presenta una grossa llinda amb una inscripció, al damunt hi ha tres finestres. Al sector de migdia hi ha una finestra la qual serveix d'accés al primer pis mitjançant una escala de peu. A la part de ponent s'hi adossa un cos cobert a una sola vessant.
És construïda amb lleves de pedra sense polir i els escaires i obertures són ben treballats.
Existeix una cambreria de planta rectangular, coberta a dues vessants i amb el carener perpendicular a la façana té grans obertures d'entrada al paller. La part dreta té un petit portal rectangular amb una finestra que corresponen a l'antiga estada i un petit cobert amb obertures a la banda de migdia.
És construïda amb pedra sense polir i els carreus dels escaires i obertures ben treballats. L'estat de conservació és mitjà. S'hi han fet algunes reformes sense respectar els materials de la construcció antiga. Hi ha afegitons de ciment porland.

## Història
Aquest mas està registrat al fogatge de la parròquia i terme de Sant Andreu de Pruyt de l'any 1553, on hi consta un tal PERE GARGANTA.
El mas, com molts altres, es devia reformar durant el segle xviii segons ens indica la llinda del finestral de migdia:
		AVE		MARIA
	SIN PECADO		CONSEBIDA
17	02
Cal remarcar el caire defensiu de l'edificació.
La masoveria, com indica la llinda del portal, fou construïda per Joan Masmitja Garganta l'any 1858. Actualment ha perdut les funcions de masoveria i serveix com a corral i magatzem.